# سمینارا
سمینارا (به ایتالیایی: Seminara) یک کومونه در ایتالیا است که در استان رجو کالابریا واقع شده‌است.

## خصوصیات
سمینارا ۳۳٫۶ کیلومترمربع مساحت و ۳٬۱۲۵ نفر جمعیت دارد و ۲۹۰ متر بالاتر از سطح دریا واقع شده‌است.